# Gran Premio San Giuseppe 2009
Il Gran Premio San Giuseppe 2009, quarantanovesima edizione della corsa e valida come evento dell'UCI Europe Tour 2009 categoria 1.2, si svolse il 22 marzo 2009 su un percorso di 160 km. Fu vinta dall'italiano Alessandro Malaguti che giunse al traguardo con il tempo di 4h08'20", alla media di 38,658 km/h.
Al traguardo 81 ciclisti portarono a termine la gara.

## Ordine d'arrivo (Top 10)
| Pos. | Corridore           | Squadra        | Tempo    |
| ---- | ------------------- | -------------- | -------- |
| 1    | Alessandro Malaguti | Calz. Montegr. | 4h08'20" |
| 2    | Sergej Kolesnikov   | Moscow         | a 3"     |
| 3    | Adriano Malori      | Bottoli        | s.t.     |
| 4    | Gašper Švab         | Sava           | a 12"    |
| 5    | Gabriele Tassinari  | Zalf-Dèsirèe   | a 15"    |
| 6    | Matteo Ciavatta     | Bedogni-Grassi | s.t.     |
| 7    | Simone Campagnaro   | Calz. Montegr. | a 27"    |
| 8    | Paolo Centra        | Matricardi     | a 50"    |
| 9    | Carlos Quintero     | Bedogni-Grassi | s.t.     |
| 10   | Alessandro Mazzi    | Zalf-Dèsirèe   | a 1'05"  |